# Военная граница
Вое́нная грани́ца, или Вое́нная Кра́ина (нем. Militärgrenze; хорв. Vojna krajina, или Vojna granica; серб. Војна крајина / Vojna krajina, или Војна граница / Vojna granica; венг. katonai Határőrvidék) — пограничная область на юге Габсбургской монархии, прикрывавшая границу с Османской империей.
Располагалась узкой полосой от Адриатического моря на западе до Трансильвании на востоке. Своим возникновением эта область обязана войнам христиан с турками-мусульманами и переселению сербов с их исконных земель под натиском Османского государства. Поселяясь за естественными рубежами Динарских Альп, рек Купа, Уна, Сава и Дунай, сербы становились «граничарами» и получили военную администрацию от австрийского правительства. До начала османской экспансии в Европу часть областей будущей Военной границы входили в состав Хорватского королевства, где проживали и хорваты, и сербы.
Но с началом турецких вторжений этническая карта этих территорий меняется: начинается отток хорватского населения и приток валахов и сербов из Косова и других османских областей. Валахи позднее были ассимилированы сербами. Термин «влахи» получил в новых условиях иной смысл, нежели этнический, означавший румыноязычное население, который он имел в средневековых сербских документах. Теперь влахами условно называли любых православных переселенцев с османской территории.
В настоящее время земли бывшей Военной Краины входят в состав Хорватии (Лицко-Сеньская, Сисацко-Мославинская, Карловацкая, Бродско-Посавская и Вуковарско-Сремская жупании), Сербии (Автономный край Воеводина) и Румынии (жудец Караш-Северин).

## История

### Средневековье
После захвата турками Македонии в 1395 году сыновья короля Вукашина Андрияш и Дмитар переселились в Венгрию, где пошли на службу к королю Сигизмунду Люксембургскому. Схожим образом поступил и деспот Стефан Лазаревич, бывший вассалом Венгрии с 1404 года, где он получил в своё правление обширные владения, включавшие в себя и Белград с окрестностями. Помимо них, служить венгерскому королю уходили и некоторые сербские феодалы. С ними переселялись и многочисленные приближённые, а также военные отряды. Однако сборщики десятины для Рима в своих записях не отмечали наличия в приграничье представителей других христиан, кроме католиков.
Кроме земель Сербии и Боснии турки также проникали и на территории Хорватии, тогда входившей в состав Венгерского королевства. В 1396 году турецкое войско вторглось в междуречье Савы и Дравы.
Через несколько лет ситуация начинает меняться и в 1437 году очевидцы свидетельствуют о присутствии в Среме множества переселенцев из Рашки и Боснии и о смешанных сёлах, где переселенцы живут вместе с католиками. Несколько ранее сербами был населён город Ковин вместе с близлежащими сёлами. Однако из-за турецких нападений многие из них в 1439 году были вынуждены бежать вглубь Венгерского королевства. В 1442 году группа сербов перешла Тису и поселилась в Солноке. Затем на протяжении нескольких лет нет данных о перемещении крупных групп беженцев, однако сербы продолжали покидать свои земли в одиночку или группами по несколько человек. В 1453 году сербы разместились в Вилагошваре. Спустя десять лет король Матвей Корвин приказал воздвигнуть укрепления по берегу реки Савы, начиная от Белграда, куда с оккупированных турками территорий начали переселяться сербы.
Турецкие отряды разоряли страну и уводили в неволю множество людей. В 1438 году из Сербии были угнаны в рабство 60 000 человек, а из Трансильвании 30 000—40 000 человек. Из Юго-Восточной Европы за 1439—1440 годы было уведено 160 000 человек. За 1436—1442 годы турки захватили около 400 000 рабов. Зимой 1440 года из 7000 сербских пленных 3000 умерли от холодов и нападений диких животных.
Ситуация в Сербии усугублялась голодом. В итоге тысячи беженцев устремились в направлении Дубровника, после чего их перевозили в Италию. Количество беженцев было столь велико, что власти города в 1454 году запретили пускать их внутрь из опасений беспорядков и распространения болезней.
В середине XV века Венгерское королевство переживало краткое время расцвета, связанное с именем Матвея Корвина, который стал венгерскими королём в 1458 году. Матвей Корвин увеличил налоги и начал формировать постоянную армию из внешних элементов, среди которых были бежавшие в страну гуситы, немецкие рыцари, сербские и польские феодалы со своими отрядами. Все эти силы были объединены в «Чёрную армию», их вооружение было стандартизовано, они носили воронёные доспехи. Численность этой армии достигала 30 000 человек. Благодаря ей и личным талантам Корвин сумел сплотить страну и на протяжении более чем 30 лет успешно противостоял набиравшей мощь Османской империи и другим противникам.
В 1462 году под ударами турок пал город Яйце в Боснии. После этого 18 000 сербских семей переселились в Ликскую и Крбавскую жупанию. Матвей Корвин предоставил им свободу вероисповедания и освободил от налогов, но потребовал участия в обороне от турок. На участке от побережья Адриатики до Яйце король Венгрии в 1469 году основал Сеньскую капетанию, центром которой стал город Сень, ранее принадлежавший хорватским магнатам Франкопанам. Именно тогда и появилось собственно название «Краина» — оно означало пограничные участки вдоль венгерско-турецкой границы, пролегавшей по реке Уне. В это же время на службу короля были приняты многочисленные сербские феодалы со своими отрядами. В итоге значительную часть конницы в венгерской армии составляли сербские отряды. Кроме сербов в Венгерское королевство также массово переселялись влахи, которые позднее были частично ассимилированы славянским населением.
В 1468—1483 годах вторгшееся в Венгерское королевство турецкое войско опустошило Хорватию и Славонию. В это время турки доходили до Вараждина и словенско-немецких земель. Серьезность положения вынудила венгерского короля дать хорватскому сабору право назначать командующего хорватским войском.
Во время походов против турок в 1480—1481 годах в Венгрию с территории Сербии было уведено около 100 000 человек, примерно поровну в каждом году. Все они были поселены в слабонаселённых Банате и Поморишье. Однако, некоторые исследователи ставят данные цифры под сомнение, указывая, что они равняются населению примерно 1000 сёл. После этого переселение сербов на земли будущей Военной границы продолжалось, например в 1494 году военачальник Павле Киньижи привёл в Венгрию множество сербов из Смедерева.
Турецкие атаки осложнили положение Венгрии. Особенно тяжёлой ситуация была в приграничье, куда постоянно вторгались турки. Кроме того, местные феодалы не желали платить налоги в королевскую казну, что не позволяло венграм нанимать всё больше войск. В 1493 году при очередном турецком вторжении хорватское войско было разбито в битве при Крбаве. Священник Мартинец так описал реакцию на поражение:
...и скорбь была великая ...небывалая со времён нечестивых татар и готов, и Аттилы
После поражения при Крбаве усилились турецкие набеги на Хорватию и Славонию. Иногда местные феодалы платили войскам противника дань и пропускали их через свои владения. Под давлением турок, а также венецианцев, хорватское население постепенно перемещалось севернее, в районы современных Центральной Хорватии и Славонии.

### XVI и XVII века
Разрушительные походы османских войск способствовали оттоку сербского населения из Сербии и Боснии в Далмацию, Лику, Кордун, Банию, Славонию, Баранью и Срем. Османы также регулярно вторгались в Хорватию и Славонию. После поражения хорватского войска в битве при Крбаве хорватское дворянство все чаще обращалось за помощью в Вену. В 1522 году австрийские войска разместились в Хорватии, прикрыв дороги в Австрию и Италию, что упрочило позиции Габсбургов. В 1527 году австрийский герцог Фердинанд был провозглашен хорватским королём. Вместе с этим он предпринимает ряд мер по защите границы, усиливая Краину (так была создана Бихачская капетания), однако турки не ослабляли свой натиск на Вену. Сама Крайна тогда делилась на две составных части. Первая простиралась от Адриатики до реки Савы, а вторая от Савы до Дравы и Дуная.
В это время с османскими войсками бились, в основном, отряды хорватских феодалов и хорватское крестьянское ополчение. Хорватский историк Федор Моачанин отмечал, что формирование Военной границы шло не по заранее определенному плану, а под влиянием момента. Хорватские феодалы нанимали военные отряды на определенный срок для защиты конкретных крепостей и укреплений. Однако, со временем, из-за турецких вторжений и массовой эмиграции местного населения вглубь Хорватии и Венгрии, хорватское дворянство все чаще делегировало защиту своих земель австрийским войскам.
В середине XVI века австрийцы создали две новые капетании в Хорватии и три — в Славонии. С этого времени капетании между Савой и Дравой стали называть Славонской границей (хорв. Slavonska granica), а от Савы и до побережья Адриатики — Хорватской границей (хорв. Hrvatska granica). Формально это разделение произошло в 1553 году по распоряжению Ивана Ленковича, когда на границе с Османской империей, а именно на линии Сень — Оточац — Слунь — Глина — Храстовица — Сисак — Иванич (Иванич-Град) — Копривница — Крижевци — Джурджевац — Дрне началось строительство укреплений. Гарнизоны небольших крепостей составляли тяжеловооружённая австрийская и легковооружённая хорватская пехота, а в крупных крепостях гарнизонную службу несла кавалерия (соответственно, тяжёлая австрийская и лёгкая хорватская).
В 1578 году была создана Военная граница (или Военная Крайна), предназначенная для защиты от турок. Таким образом, земли современной Хорватии были разделены Веной на две части: военную и гражданскую. В военную вошли те территории, куда переселялись сербы и влахи, а в гражданскую — непосредственно те районы, которые не соприкасались с Османской империей. После разгрома хорватов в 1493 году турками хорватское население с этих земель начало миграцию на острова и укреплённые города на побережье, а также в Венгрию, Моравию, Италию. Особенно сильно это ощущалось на «военной» территории. Опустошение было настолько велико, что в районах Загреба, Вараждина и Крижевцев к 1584 году насчитывалось только 3000 семей, способных платить налоги. При этом на военном совете в Вене высказывались обвинения, что за такое положение ответственны и местные хорватские и венгерские дворяне. В одном из писем сербских старейшин герцогу Фердинанду из 1596 года говорится, что только между реками Уной и Купой находились 17 совершенно пустых городов, куда сербы просили разрешения заселиться.
Административным центром Военной границы стал специально созданный город Карлштадт (современный Карловац). Подчинялась она непосредственно Вене. На её территории создавались укреплённые населённые пункты, смотровые вышки, крепости. Роль Военной границы неуклонно возрастала. Росли и расходы на её содержание: если в 1520-х годах они составляли около 10 000 форинтов, то в 1570-х уже 550 000. На момент создания Военная граница охватывала около 100 километров границы с Османской империей и насчитывала 88 крепостей и укрепления. В гарнизонах размещались отряды пехоты, вооруженные аркебузами, командовали которыми, в большинстве своем, немецкие офицеры.
Переселявшиеся в Хорватию и Славонию сербы, влахи и хорваты, как правило, селились на земле, бывшей во владении Габсбургов. Меньшая их часть селилась на землях хорватских феодалов, договариваясь с ними об освобождении от барщины. За охрану границы переселенцы получали небольшой участок земли, продовольствие и сукно. Местные хорваты, а также сербы и влахи, пополнявшие ряды граничар, были обычными солдатами либо занимали низшие командные должности. Старшие должности, как правило, занимали немцы. Участок у Покупья именовался Банской границей, там службу несли местные хорватские крепостные. На венгерском участке границы большой процент граничар составляли хорваты, бежавшие с территорий Хорватии и Славонии.
После окончания войны с Турцией в 1593—1606 годов хорватское дворянство посчитало необходимым упразднение военизированной границы. В Вене же преобладал прямо противоположный взгляд на это. Комендант Военной границы герцог Фердинанд требовал милитаризации всей Славонии и Хорватии. Для улаживания противоречий между ними император Матвей II назначил баном хорвата, но остальные требования хорватской знати проигнорировал.
До 1627 года Военная граница была номинально под контролем хорватского парламента, однако затем управление осуществлялось непосредственно австрийскими властями. Окончательно налоговые условия и права новых переселенцев на земли Хорватской военной границы, именуемой Карловацким генералатом и Славонской военной границы, которую тогда уже называли Вараждинским генералатом, были определены (1630) во Влашском статуте (нем. Statuta Valachorum).
В 1627 году сербы-переселенцы получили правовой статус в Империи. Фердинанд II в обмен на пожизненную военную службу предоставил граничарам особое положение и ряд привилегий. Они подчинялись непосредственно Вене, им была выделена земля, они были освобождены от всех повинностей и налогов и не могли стать зависимыми от хорватских дворян кметами (крепостными). В результате, земли Военной Краины вышли из подчинения бану (наместнику императора) и Сабору (хорватскому дворянскому собранию). В 1630 году Фердинанд II даровал сербам «Устав», по которому им предоставлялось внутреннее самоуправление. На Джурджевдан каждое село выбирало судью и кнеза (местного главу с административными правами), а для всех трёх сербских капетаний (военных округов) между Дравой и Савой был создан специальный суд во главе с верховным судьёй. Согласно «Уставу», все граничары были обязаны строить укрепления, а в случае мобилизации все мужчины с 18 лет должны были встать в строй. Помимо борьбы с турками краишники участвовали и в других войнах, которые вела Австрийская империя. Однако, эти привилегии не распространялись на тех переселенцев, которые оседали на землях хорватских феодалов, в первую очередь — Зринских и Франкопанов.
Их положение на землях хорватских магнатов регулировалось договорами с конкретными дворянами, на чьих землях жили бежавшие из Османской империи христиане.
На протяжении XVII века хорватское дворянство копило недовольство. Оно не понимало неподчинения Краины и в то же время требовало для себя офицерских должностей в составе подразделений граничар.
Территория Краины неоднократно расширялась. В 1699 году она охватила и части Славонии, Баната и Бачки. В начале XVIII века к ней были присоединены части Лики, Крбавы, Славонской Посавины и Срема. На протяжении всего этого времени на Военную границу переселялись сербы с подконтрольных туркам земель. К примеру, после поражения турок под Веной в 1683 году, около 40 000 сербов были вынуждены переселиться в окрестности Книна. Другим примером может служить и так называемый «Великий исход сербов», когда в 1690 году под руководством Патриарха Арсения Косово и Метохию покинули 37 000 сербских семей. Большинство из них поселились на территории Военной границы. Тогда же австрийский двор даровал граничарам новые статуты.
Среди покидавших свои дома сербов бытовало мнение, что сражаясь за Габсбургов, они, таким образом, приближают освобождение своей Родины и затем смогут вернуться на землю предков. Также сербы-переселенцы считали, что в Австрийской империи они получат особые земли, свою Патриархию, управление по своим обычаям. Эти надежды в значительной степени угасли после подписания Карловицкого мира. Будущие граничары не могли и представить, что они будут разбросаны по разным землям под начальством немецких офицеров и что им придётся сражаться с турками, венграми и на многих других полях сражений Европы.
В первое время австрийское офицерство и венгерские гражданские власти не доверяли сербским беженцам, опасаясь наличия в их рядах турецких шпионов. В свою очередь, многие сербы не хотели оставлять свои семьи на попечение местным властям и брали их с собой на войну. Это делалось не без оснований: отнюдь не всегда гражданские власти успевали устроить быт новоприбывших, а католическая церковь прилагала все усилия, чтобы склонить их на сторону униатства.
Высшие органы государственной власти и влиятельные силы в империи Габсбургов по-разному смотрели на «сербский вопрос». Императорский двор переживал за безопасность престола и государственных границ; Военный совет стремился набрать как можно больше хороших, но дешёвых солдат; Дворцовую палату интересовали административные и экономические вопросы; венгерские власти и дворянство, как носители венгерской государственной традиции, ставили вопрос о своих правах и о том, каким будет статус сербов на венгерских землях, или на территориях, находящихся под их контролем.

### XVIII век: реформы и сражения
По мнению Федора Моачанина, уже в первой половине XVIII столетия австрийским властям стало ясно, что Военная граница утратила прежнюю роль в обороне от турок. В основном, это было связано с утратой турками значительных территорий в Венгрии и Славонии. Однако, в Вене было решено сохранить Военную границу как форму эффективной военной организации. Для этого был предпринят ряд реформ. Окончательную регулярную организацию Военная граница получила при императрице Марии Терезии в 1745—1754. В административном отношении она была разделена на пять генералатов:
- Вараждинский (Крижевачский и Джурджевачский полки)
- Карловачский (Личский, Оточацкий, Огулинский и Слуньский полки)
- Загребский (Глинский и Петриньский полки)
- Славонский (Градишский, Бродский и Петроварадинские полки)
- Банатский (Сербское, Валашское и Немецкое отделения)

Всё мужское население обязано было нести службу в военное время. В мирное время число призванных определялось правительством.
Полковые участки делились на ротные.
После переломного для Османской империи конца XVII и войн начала XVIII веков Вена пошла на решительные реформы в устройстве Краины. Императорский двор стремился сделать Военную границу самоокупаемой, а граничар из ополчения превратить в регулярную армию. В тот период население Военной границы насчитывало более миллиона человек. Каждый седьмой из них был солдатом. В остальных частях венских владений это соотношение было 1:64.
В 1737 году Военная граница получила новые статуты, которые существенно подрывали самоуправление граничар. Значительная часть товарно-денежных отношений и распоряжение имуществом попали под контроль военного командования. В 1743 году был ликвидирован Военный совет в Граце, управление границей перешло к гофкригсрату в Вене. Ещё через два года граница была разделена на одиннадцать полковых округов, которые делились на роты, а те, в свою очередь, на общины во главе с офицером. Обучение граничар стало регулярным. В качестве официального и командного языка был введён немецкий. Теперь граничар мобилизовали уже не с 18, а с 16 лет. В военное время они участвовали в боевых действиях, в мирное занимались муштрой, охраной границы, ветеринарным и таможенным контролем, а также выполнением трудовых повинностей, в том числе и обработкой земли начальства.
В середине XVIII столетия значительное число сербов из Краины переселилось в Россию, в так называемую Новую Сербию (Екатеринославскую губернию) на юге современной Украины. В России из них также формировали воинские подразделения, участвовавшие в боях с крымскими татарами. В то же время в те земли Военной границы, откуда сербы уходили в Россию, прибывали немецкие колонисты, число которых резко возросло.
В 1765 году был сформирован Банатский граничарский полк. Он комплектовался из немецких переселенцев и местных сербов. Переселение немцев для службы в полку началось еще до его создания и шло несколькими «волнами». Первые поселенцы прибыли в 1764 году, затем в 1765 и 1769. В 1782 году часть немцев покинула населенные пункты полка, переселившись севернее, в районы, где не было военной организации. На их места австрийские власти начали приглашать сербские семьи.
В 1785 году с разрешения императорского правительства на территорию Военной границы переселислась часть казаков Задунайской Сечи — они основали Банатскую Сечь.
В 1790 году конфессиональная картина Военной границы выглядела следующим образом:
- Православных — 473 000 (51,7 %)
- Католиков — 414 000 (45,2 %)
- Кальвинистов — 28 000 (3,1 %)

Этнический состав населения Военной Границы был следующим:
- Сербы — 388 000 (42,4 %)
- Хорваты — 325 000 (35,5 %)
- Румыны — 89 000 (9,7 %)
- Венгры — 69 000 (7,5 %)
- Немцы — 44 000 (4,8 %)[30]

### XIX век и упразднение Военной границы
В первой половине XIX века продолжился процесс адаптации и переустройства Военной границы. На несколько лет он был прерван периодом Наполеоновских войн, однако после 1814 года возобновился. 1 ноября 1800 года было отменено деление полков на кантоны и возвращено прежнее административное устройство. Военную границу не обошла стороной и реформа армейских судов, полномочия которых были переданы напрямую в Вену.
В 1848 году началась революция в Европе, которая потрясла и Австрийскую империю. Часть земель Военной границы, в частности, Срем, сербами при поддержке хорватского бана Елачича была преобразована в Сербскую Воеводину, просуществовавшую до 1860 года. В то же время все австрийские силы на юге империи были организованы в 4-ю «Южнославянскую армию». В 1851 году она была распущена, а часть граничарских полков были переименованы.
Территорию Военной границы охватила рекатолизация. Часть православных перешла в униатство, часть переселилась на территорию возрожденных автономных княжеств Сербии и Валахии. В 1846 году конфессиональная картина Военной границы выглядела следующим образом:
- Православных — 598 603
- Римокатоликов — 514 545
- Грекокатоликов — 62 743
- Протестантов — 49 980
- Иудеев — 537

Согласно данным переписи Австрийской империи 1850-51 годов территорию Военной границы населяло 958 877 человек. Этнический состав выглядел следующим образом:
- хорваты — 480 494 человека (50,1 % населения)
- сербы — 310 964 человека (32,4 %)
- румыны — 113 723 человека (11,9 %)
- немцы — 37 875 человек (3,9 %)
- словаки и чехи — 8 822 человека (0,9 %)
- венгры — 4 985 человек (0,5 %)
- евреи — 479 человек (0,1 %)
- другие — 1 535 (0,2 %)

Согласно данным той же переписи в 1851 году католики преобладали на территории Оточацкого, Огулинского, Крижевачского, Градишского, Джурджевачского и Бродского полков, православные — на территории Ликского и Петроварадинского полков и в Банатском генералитете, а Слуньский полк имел примерно равное количество православных и католиков.
Когда стала очевидной слабость Османской империи, «Военная граница» потеряла смысл своего существования и постепенно была упразднена. В 1850 году Краинским основным законом Вена поставила точку в длительном процессе реформирования и переустройства Военной границы. И хотя в 1873 году для неё было создано отдельное военное управление, уже в 1881 году по указу императора Крайна была демилитаризована. 8 января 1881 года Военная граница объединилась с Хорватией и Славонией в венгерскую административно-территориальную единицу Королевство Хорватия и Славония. До этого собственно Хорватия и Славония территориально не соприкасались, между ними находились земли Военной границы. К тому времени вдоль границы с Боснией и другими турецкими владениями образовались области компактного проживания сербов — Далмация, Лика, Кордун, Бания и Славония. И уже сформировался особый субэтнос в рамках сербской нации — краишники.
Василие Крестич писал:
Когда институт Военной границы был упразднен, больше всего пользы от этого получили венгры, а меньше всего — сербы и хорваты. Национальные движения хорватов и сербов, за спинами которых уже не было десятков тысяч хорошо вооруженных и подготовленных граничар, готовых служить интересам своего народа, потеряли силу, которой располагали ранее.
После демилитаризации военных областей сербское население более активно стало участвовать в политической жизни, произошёл скачок в экономической деятельности, во многих городах продолжили свою работу сербские культурные общества. Население бывшей Военной Краины имело своих представителей в хорватском, венгерском и далматинском парламентах. Однако области бывшей Военной границы были развиты слабо, как и Хорватия и Славония, которые наряду с Истрией были наименее развитыми землями в Австро-Венгрии. Поэтому многие бывшие граничары покинули Австро-Венгрию. По некоторым оценкам, до 1914 года в США и страны Западной Европы эмигрировало около 240 000 человек.